# رده‌بندی مردمی
رده‌بندی مردمی یا فولکسونومی (به انگلیسی: Folksonomy) به عنوان برابر نهاده فارسی، برای «نظام رده‌بندی منابع وب توسط کاربران»، موسوم به فولکسونومی، انتخاب شده‌است. رده‌بندی مردمی، نظام رده‌بندی نوینی برای طبقه‌بندی محتوای وب می‌باشد که توسط توماس واندر وال، مطرح شده‌است. این واژه در اصل از دو واژه (Folks) (مردم) و (Taxonomy) (رده‌بندی) مشتق شده‌است. به همین دلیل آن را رده‌بندی مردمی نامگذاری کرده‌اند.
در واقع «رده‌بندی مردمی» نظام جدیدی برای سازماندهی اطلاعات، طبقه‌بندی و بازیابی منابع اطلاعاتی در محیط وب است. رده‌بندی مردمی نوعی رده‌بندی است که عامه مردم (کاربران) در فرایند سازماندهی اطلاعات مشارکت دارند. این نوع رده‌بندی، از طرح‌های رده‌بندی موجود مانند رده‌بندی دهدهی دیویی و رده‌بندی کتابخانه کنگره یا اصطلاحنامه‌ها و واژگان‌های موضوعی خاص استفاده نمی‌کند.
رده‌بندی مردمی به روندی گفته می‌شود که طی آن فرمت‌های مختلف اطلاعاتی در وب اعم از متن، داده، صوت و تصویر در قالب کلیدواژه‌های معمولی و توسط کاربران عادی برچسب‌گذاری می‌شوند. این کلیدواژه‌ها که در اصطلاح به آنها برچسب گفته می‌شود؛ امکان بازیابی و جستجوی منابع دانش، اطلاعات مختلف و پیوندهای وب را برای همه کاربران فراهم می‌کنند. این نظام رده‌بندی با استفاده از نرم‌افزارهای نوینی مانند Social Bookmarking ,Collaborative tagging ,Social Software و با کمک فناوری‌های جدید نسل جدید و پویای وب، موسوم به وب ۲، مانند RSS, Ajax و Tagging راه‌حلی جدید برای ساماندهی و رده‌بندی محتوای وب محسوب می‌شود. نمونه‌های مشهور از رده‌بندی مردمی عبارتند: از Del.icio.us (وبگاهی برای به اشتراک‌گذاری منابع و پیوندهای وب)، Flickr (وبگاهی برای به اشتراک‌گذاری و بازیابی تصاویر)، Technorati(وبگاهی برای جستجو و بازیابی محتوای وبنوشت‌ها)، Myweb2 یاهو (خدمتی برای به اشتراک‌گذاری و جستجوی برچسب‌ها در موتور جستجوی یاهو)، Citeulike (وبگاهی برای به اشتراک‌گذاری پیوندها به منابع و مقالات علمی در وب) و Connotea (وبگاهی جهت جستجو و به اشتراک‌گذاری دانش در وب).

## واژگان مترادف
رده‌بندی اجتماعی- نمایه‌سازی اجتماعی